# Smith and Jones
"Smith and Jones" (KBS 방영 제목: 〈스미스씨, 마사존스를 만나다〉)는 영국의 SF 드라마 《닥터 후》 시즌 3의 첫번째 에피소드이다. 영국에서는 2007년 3월 31일 처음 방영되었다. 프리마 아저먼이 의사 지망생 마사 존스 역으로 처음으로 출연하며, 닥터의 동행자가 된다. 다만 아저만의 출연은 이번이 처음이 아니며, 2006년 에피소드 "Army of Ghosts"에서 마사 존스의 사촌인 아돌라 역으로 나온 바 있다. 마사 존스의 가족도 처음으로 소개되며, 마사의 어머니인 프랜신 존스 (아드조아 안도), 아버지 클라이브 존스 (트레버 레어드), 여동생 티시 존스 (구구 음바타로), 오빠 레오 존스 (레지 예이츠)가 첫 출연한다.
이 에피소드에서는 주둔이라는 외계 경찰 종족이 '플로렌스 피네건' (앤 라이드 분)이란 이름의 흡혈 외계인을 잡아내기 위해 런던의 병원을 통째로 달에다 옮겨놓고 색출 작업에 나선다는 것이 주된 줄거리이다. 이 과정에서 연수 중이던 마사 존스가 사건에 휘말리게 되지만, 마침 같은 병원에 잠입해 있던 닥터와 힘을 모아 인간으로 위장해 다니는 플로렌스 피네건을 잡고, 병원을 원상태로 복구한다는 내용이다.
에피소드의 촬영작업은 2006년 8월 싱글턴 병원과 글래모건 대학교에서 이뤄졌다. 이 두곳에서 로열 호프 병원이라는 가상의 무대를 꾸몄다. 주둔은 애니메트로닉스로 재현했는데 예산 문제로 헬멧을 벗은 모습만 재현하였다. 방영 이후 영국 방송사 시청자 조사 위원회의 집계에 따르면 총 8700만 명이 이 에피소드를 시청하였으며, 2007년 3월 마지막주에서 가장 많이 시청한 프로그램 중 9위에 올랐다. AI 조사로 드러난 시청률은 88%에 달했다.

## 줄거리
의사 지망생 마사 존스는 연수를 받으러 런던의 한 병원으로 향하고 있었다. 그런데 왠 이상한 남자가 앞길을 가로막더니, 넥타이를 풀어헤치고는 어디론가 가버리는 것이었다. 현장에 도착한 뒤 어느 환자를 만나는데 아까 봤던 그 남자가 누워 있었다. '존 스미스' (10대 닥터)라는 이름의 그 남자는 "아침에 왜 그런 짓을 했냐"는 마사의 말에 영문을 모르는 모습이었다.
마사가 동료와 함께 이런 이야기를 나누던 도중, 창밖에 비가 내리는 것을 목격한다. 그러더니 갑자기 온 병원이 크게 요동친다. 정신을 차린 병원 사람들은 병원이 통째로 달에 와있다는 사실을 깨닫고는 공황 상태에 빠진다. 이내 병원 부근에 세 대의 우주선이 착륙하고 거기서 주둔이 나와 병원을 장악한다. 주둔은 범은하 경찰조직으로서, '플라스마보어' (Plasmavore)란 외계 용의자를 찾고 있었다. 플라스마보어는 일종의 흡혈 종족으로, 특정 생명체의 피를 빨고는 그 생명체로 둔갑하는 종족이었다. 따라서 이곳의 플라스마보어는 인간의 피를 빨아 그 모습으로 둔갑한 채 숨어있을 것이 분명했고, 주둔은 그러한 판단 하에 병원 내부의 모든 인간들을 하나하나 스캔하고 분류하여, 그 가운데 인간이 아닌 외계 용의자를 색출하는 작업에 나선다.
이런 광경을 지켜보던 10대 닥터는 자신이 인간 존 스미스가 아니라 외계인이라는 사실을 마사에게 밝힌다. 그런 뒤 일단 둘은 로비로 내려가 무슨 정황인지를 알아보기로 한다. 그 사이 플로렌스 피네건이라는 늙은 여성 환자가 사실은 플라스마보어였음이 드러나고, 인간의 피를 빨아 색출 작업에 걸리지 않게 하려 한다는 사실도 밝혀진다. 피네건은 병원 원장인 스토커 씨를 잡아 피를 빨아먹고, 주둔에게 잡혀 스캔 작업을 거칠 때 인간으로 분류되는 데에도 성공한다. 한편 주둔이 스캔 작업을 벌이고 있음을 알아챈 닥터는 자신을 스캔하면 비인간으로 감지되어 발각될 것임을 깨닫는다. 또 주둔은 건물 내에 비인간이 있다는 것을 알아내면 그 병원 내에 있는 모든 사람을 한꺼번에 처형할 터였다. 이에 닥터와 마사는 주둔의 수색망을 벗어나 도망을 다닌다.  병원을 감싸주던 산소층이 조금씩 약화되면서 병원 내 산소 농도도 떨어지고, 사람들이 하나둘씩 쓰러져 간다. 주둔을 피해다니던 닥터와 마사는 이제 피네건의 로봇 부하인 '슬랩'들에게 쫓겨다니게 된다. 그러다 닥터가 엑스레이 기계에 소닉 스크류드라이버를 꽂아넣고 출력을 높여 슬랩들을 쓰러뜨리지만, 그 과정에서 소닉 스크류드라이버도 타버려 못 쓰게 된다.
이후 닥터와 마사는 스토커 원장의 시신을 발견한다. 닥터는 스토커 원장의 몸 속에 있던 피가 전부 사라진 것을 확인하고 병원 내에 플라스마보어가 있다고 확신한다. 주둔이 점점 다가오는 사이 닥터는 시간을 벌기 위해 마사와 키스하고 도망간다. 이를 통해 마사에게는 비인간 DNA가 희미한 흔적으로 남게 되고, 비인간을 탐색하던 주둔은 마사를 데려가 전체 스캔을 실시하기로 한다. 그 사이 닥터는 MRI실에서 피네건과 마주한다. 피네건은 스캐너를 조작하여, 달에 있는 생명체는 물론 달 쪽으로 비춰진 지구상의 온 사람들을 죽일 참이었다. 닥터는 MRI실에 잘못 들어온 평범한 인간인 척 하며 피네건에게 접근한다. 이에 피네건은 닥터를 붙잡아 그 피를 빨아먹고, 닥터는 쓰러진다. 그때 주둔이 다가와 닥터를 스캔하고는 비인간 생명체가 사망했다는 결론을 내린다. 그러나 마사가 들어와 진짜 외계인은 피네건이라고 주장하고, 주둔의 스캐너를 빼앗아 피네건을 스캔해 비인간임을 증명한다. 비로소 용의자를 찾은 주둔은 외계 공주 살인죄로 그 자리에서 피네건을 처형한다. 그리고는 자신들의 임무가 끝났다며 현장을 떠나 우주선으로 다시 진군한다. 마사는 쓰러진 닥터의 두 심장에 CPR 기기를 써서 충격을 가하고, 가까쓰로 닥터를 살려내고는 산소 부족으로 쓰러진다. 닥터는 피네건이 조작 가동해둔 MRI를 다시 도로 정지시킨다. 병원 내부의 산소가 다 빠져나가려는 그 순간, 주둔이 병원을 지구의 원래 그 자리로 되돌려 놓는다.
그날 저녁, 마사는 가족들과 함께 오빠 생일 파티에 가지만, 마지막에 추한 가족싸움으로 번지고 만다. 거리를 거닐던 마사는 우연히 닥터를 보게 되고 그를 따라 타디스로 향한다. 닥터는 마사에게 같이 여행을 떠나자고 권한다. 마사가 핑계를 대며 머뭇거리자 닥터가 시간 여행도 할 수 있다고 말한다. 그리고 이를 증명하기 위해 그 날 아침으로 돌아가 마사 앞에서 넥타이를 풀어헤친 뒤, 다시 돌아와서 풀린 넥타이를 보여준다. 결국 마사는 타디스 안으로 들어가고, 닥터는 마사에게 이번 딱 한번만 여행시켜 줄 것이라고 말한다. 그리고는 경로를 정하고 타디스가 떠난다.

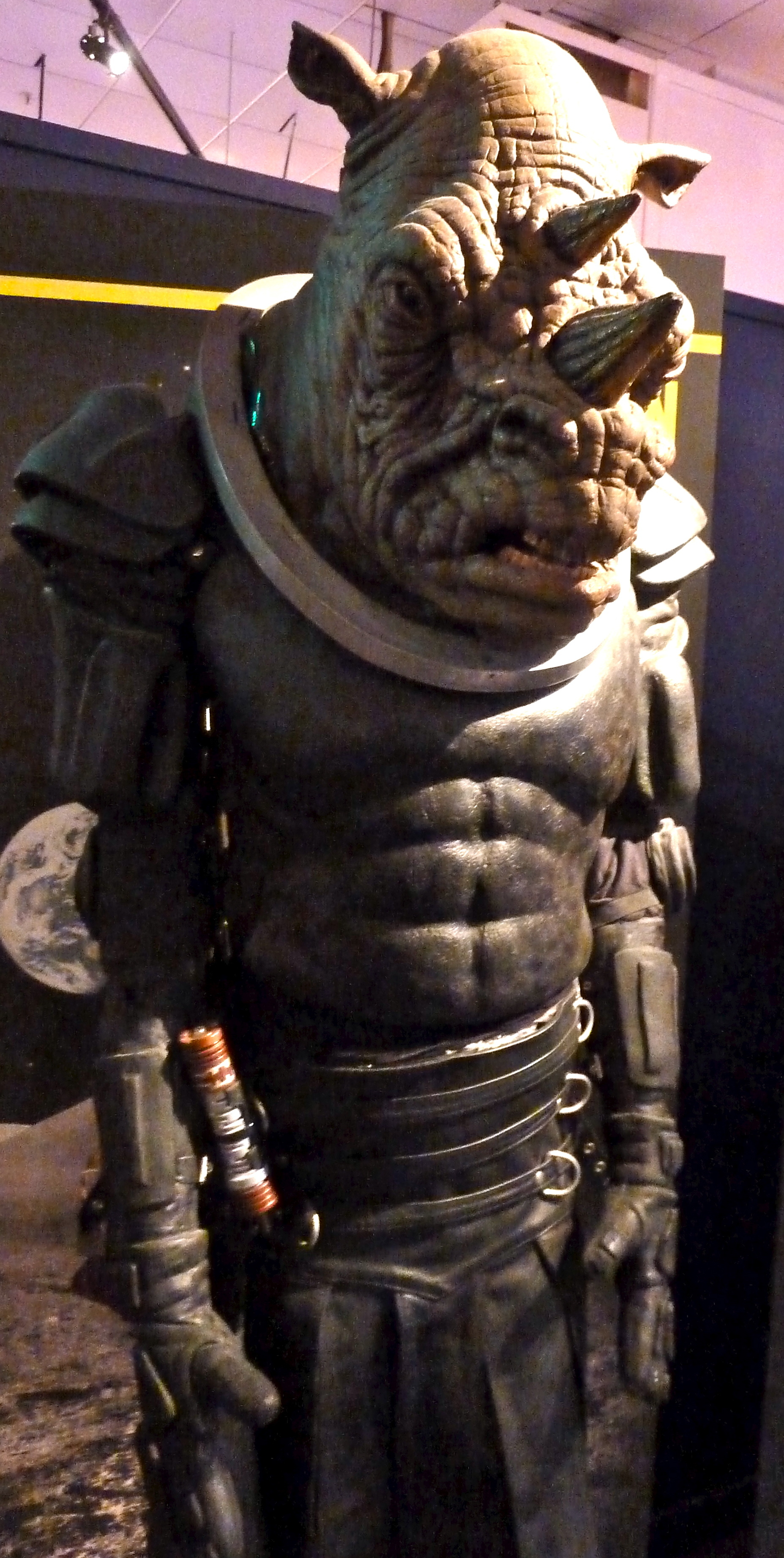
닥터 후 전시장에서 재현된 주둔

### 다른 에피소드와의 연관성
작중 병원 직원으로 등장하는 모건스턴은 사건이 마무리 된 뒤 라디오 인터뷰에서 외계인은 분명 존재했다며 "색슨 씨"의 말이 맞았다고 말한다. 색슨이란 사람은 바로 이전 에피소드인 "The Runaway Bride"에서 라그너스 여왕의 우주선을 포격할 당시 군대에 명령을 하달하는 사람으로 언급된다. 또 닥터와 마사가 뒷골목에서 만날 때 뒷배경에 "색슨에게 투표하라" (Vote Saxon)이란 포스터가 붙어 있는데, 이는 닥터 후의 스핀오프인 《토치우드》의 "Captain Jack Harkness" 에피소드에서도 등장한 바 있으며, 시즌 트레일러에서도 잠시 스쳐지나갔다. 이 색슨이라는 이름은 시즌 3을 관통하는 주제가 되며, 시즌 마지막화인 "Utopia", "The Sound of Drums", "Last of the Time Lords"에서 그 정체가 밝혀지게 된다.
마사는 "Aliens of London"에서 우주선이 빅 벤에 충돌했던 일을 언급하며, "The Christmas Invasion"과 "The Runaway Bride"에서 있었던 일도 거론한다. 또 "Army of Ghosts"에서 벌어졌던 사이버맨 전투도 기억하고 있었다. 뿐만 아니라 마사는 그 당시 카나리 워프에서 일하던 사촌 아덜라가 영영 실종됐다고도 말한다. 실제로 "Army of Ghosts"에서는 아덜라라는 등장인물이 나오며, 배우도 똑같이 프리마 아저먼이다.
닥터는 병원에 있던 상점을 보며 자기는 저런 걸 좋아한다고 말한다. 이는 시즌2의 에피소드인 "New Earth"에서도 나오는 내용인데, 거기서는 없는 걸 확인하고 "조그만 상점 같은 게 있으면 참 좋을 텐데"라고 말한다. 또 닥터는 바나나 밀크셰이크를 찾는데, 시즌1의 "The Doctor Dances"와 "The Girl in the Fireplace"에서도 닥터가 바나나를 좋아한다는 언급이 있었다. 한편 닥터가 엑스레이실에서 방사선에 노출되자 별 거 아니라는 듯 한쪽 신발에 방사선을 몰아넣고 버리는 장면이 등장한다. 그러나 3대 닥터 시절 에피소드인 〈Planet of the Spiders〉와 10대 닥터 에피소드 "The End of Time"에 따르면, 닥터도 지나치게 과도한 방사선은 버티지 못하고 재생성에 이른다는 설정이다. 마사가 닥터에게 형제가 있냐고 묻는 장면에서 닥터는 "이젠 없다"고 말하는데 이는 저스틴 리처드가 쓴 닥터 후 스핀오프 소설인 〈Tears of the Oracle〉에 등장하는 내용이다. 여기서 나타난 형제의 이름은 어빙 브릭시어텔이다. 닥터는 병원 환자로 위장하는 과정에서 '존 스미스'란 가명을 쓰는데 이 가명은 올닥 시절 에피소드 〈The Wheel in Space〉에 처음 등장했다.

### 리뷰
- (영어) "Smith and Jones"  리뷰 - The Doctor Who Ratings Guide